# النوية (مناخة)

تعديل مصدري - تعديل

النوية هي إحدى قرى عزلة متوح بمديرية مناخة التابعة لمحافظة صنعاء، بلغ تعداد سكانها 341 نسمة حسب تعداد اليمن لعام 2004.